# Gravat amb plasma
El gravat amb plasma és una forma de processament de plasma que s'utilitza per fabricar circuits integrats. Implica un corrent d'alta velocitat de descàrrega brillant (plasma) d'una barreja de gas adequada que es dispara (en polsos) a una mostra. La font de plasma, coneguda com a espècies de gravat, pot ser carregada (ions) o neutra (àtoms i radicals). Durant el procés, el plasma genera productes de gravat volàtils a temperatura ambient a partir de les reaccions químiques entre els elements del material gravats i les espècies reactives generades pel plasma. Finalment, els àtoms de l'element de tir s'incorporen a la superfície de l'objectiu o just per sota, modificant així les propietats físiques de l'objectiu.

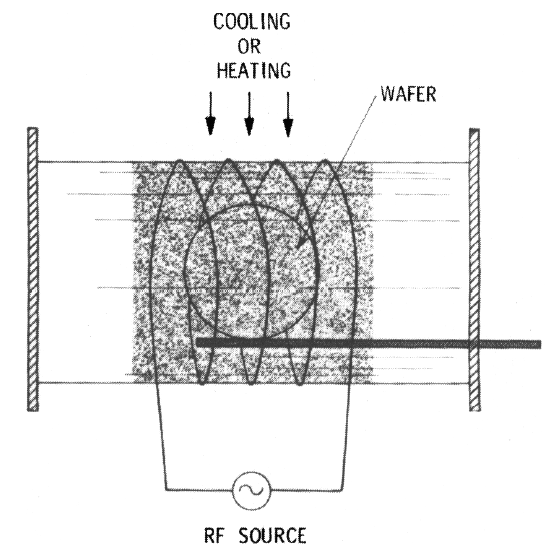
Una imatge que representa els mecanismes implicats en el gravat amb plasma d'hidrogen.

Un plasma és una condició d'alta energia en la qual es poden produir molts processos. Aquests processos ocorren a causa dels electrons i els àtoms. Per formar el plasma s'han d'accelerar els electrons per guanyar energia. Els electrons d'alta energia transfereixen l'energia als àtoms per col·lisions. Es poden produir tres processos diferents a causa d'aquestes col·lisions:
- Excitació
- Dissociació
- Ionització

Al plasma hi ha diferents espècies com electrons, ions, radicals i partícules neutres. Aquestes espècies estan interactuant constantment entre elles. El gravat amb plasma es pot dividir en dos tipus principals d'interacció:
- generació d'espècies químiques.
- interacció amb les superfícies circumdants.

Sense plasma, tots aquests processos es produirien a una temperatura més alta. Hi ha diferents maneres de canviar la química del plasma i obtenir diferents tipus de gravat amb plasma o deposicions de plasma. Una de les tècniques d'excitació per formar un plasma és utilitzar l'excitació de RF d'una font d'energia de 13,56 MHz.